# Jinkx Monsoon
Jinkx Monsoon est le nom de scène de Hera Hoffer, drag queen et gagnante de la cinquième saison de RuPaul's Drag Race et de la septième saison de RuPaul's Drag Race: All Stars.

## Biographie
Hera Hoffer naît à Portland, dans l'Oregon. Aînée d'une famille de quatre enfants, elle suit des cours à la Da Vinci Arts Middle School puis à la Grant High School. Elle fait son coming out au collège, et s'identifie alors aussi comme agenre et non-binaire. Elle connaît sa première performance en tant que drag queen à l'âge de 15 ans au club « Escape »,.
Hoffer est élevée dans un milieu catholique. Lorsqu'elle a dix-huit ans, elle se trouve des ancêtres juifs russes du côté de sa mère. Par ailleurs, son personnage de drag queen, Jinkx, se trouve être juif. Hera souffre également de narcolepsie, comme elle le déclare dans le premier épisode de la cinquième saison de Drag Race.
Hoffer travaille comme concierge durant ses études supérieures à la fin desquelles elle décroche en 2010 son Bachelor of Fine Arts mention summa cum laude au Cornish College of the Arts de Seattle,,. Elle vit à Seattle depuis 2006.

### Carrière

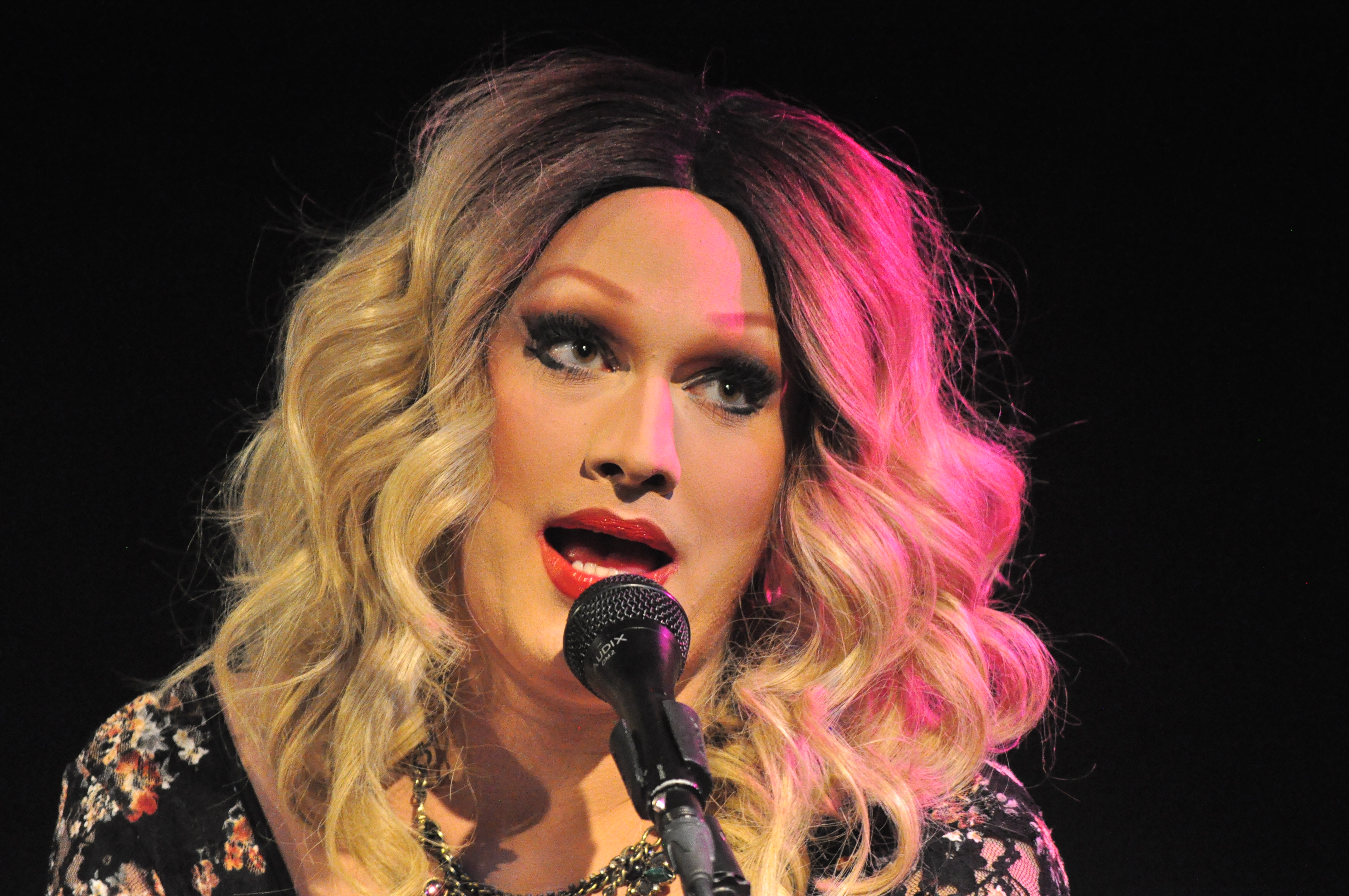
Jinkx Monsoon, 2014

Après avoir déménagé de Portland à Seattle, Hoffer et son partenaire Nick Sahoyah écrivent et jouent dans plusieurs épisodes mis en ligne sur le site internet Funny or Die et intitulés Monsoon Season.
En 2011, Monsoon apparaît dans le film de Wes Hurley Waxie Moon in Fallen Jewel. Le 28 février 2013, Monsoon et Waxie Moon assistent à l'avant-première du film au Seattle's Central Cinema.
En janvier 2012, Monsoon tient le rôle de Moritz dans la comédie musicale L'Éveil du printemps au Balagan Theater de Seattle. Néanmoins, la polémique est déclenchée dans une chronique de Misha Berson de The Seattle Times qui note trouver Monsoon « excessivement flamboyante » pour le rôle,. Dan Savage défend, lui, l'interprétation que fait Hoffer du personnage de Moritz. Du 21 juillet au 19 août, Monsoon tient le rôle de Angel dans la comédie musicale Rent, dont les représentations ont lieu au Theatre à Seattle[Lequel ?],.
En janvier 2013, Monsoon joue Hedwig dans la comédie musicale rock du Moore Theatre, intitulée Hedwig and the Angry Inch. Monsoon reprend par ailleurs ce rôle durant une semaine de représentations en décembre 2013.
En juin 2013, Jinkx Monsoon joue Velma Von Tussle dans la comédie musicale Hairspray, produite elle aussi par le 5th Avenue Theatre.
Hoffer se produit également en tant que Jinkx Monsoon dans le cabaret musical en un acte The Vaudevillians sous le nom de « Kitty Witless ». Elle est accompagnée par le co-créateur et partenaire musical Richard Andriessen qui joue sur scène sous le nom de « Dr Dan Von Dandy ». The Vaudevillians se joue au Laurie Beechman Theatre de New York à partir de novembre 2013,,.
À la fin de la tournée australienne de The Vaudevillians, Monsoon se voit nommée pour la récompense du Helpmann Award pour le meilleur interprète de cabaret.
En 2013, Monsoon est désignée comme une des artistes de l'année par le magazine de basé à Seattle City Arts Magazine, aux côtés de Megan Griffiths, Macklemore, Ryan Lewis, et Wes Hurley.
Monsoon joue Tallulah/Dennis, le gérant de Lipstick Lounge, dans un épisode de Blue Bloods intitulé "Manhattan Queens", diffusé le 31 janvier 2014.
En 2015, Monsoon se joint au casting de la série comique Capitol Hill.
En 2018, Jinkx est annoncée au casting de la série Steven Universe et y double la gemme Émeraude à partir de l'épisode 11. Le casting de Jinkx est remis en cause par certains fans qui n'apprécient pas de voir une personne assignée homme doubler une gem : Jinkx est alors contrainte de rappeler sa transidentité et plus particulièrement sa non-binarité dans une série de tweets.

#### Drag Becomes Him
En juin 2011, Jinkx devient le sujet principal d'un documentaire sur YouTube réalisé par Alex Berry, un vidéaste de Seattle. Drag Becomes Him, dont le titre fait référence à La mort vous va si bien, un des films préférés de Jinkx, explore sa vie dans son personnage de Jinkx Monsoon, ainsi que son quotidien en tant que Hera Hoffer. La série, qui s'était poursuivi jusqu'à la finale de Drag Race, donne également à voir un aperçu la vie de Monsoon depuis la fin de l'émission.
En octobre 2013, Monsoon annonce que Drag Becomes Him va sortir en long métrage produit par Basil Shadid. Une campagne lancée sur Kickstarter en mars 2014 réussit à lever suffisamment de fonds pour mener à bien le projet[réf. souhaitée]. 

#### RuPaul's Drag Race
En novembre 2012, Logo TV annonce que Jinkx Monsoon fait partie des quatorze participantes à l'émission RuPaul's Drag Race. Monsoon dit avoir eu envie de s'inscrire après avoir vu les performances de Sharon Needles, gagnante de la saison précédente. Monsoon remporte deux "main challenges", l'un durant l'épisode "Snatch Game" et l'autre pour l'épisode intitulé "Drama Queens",. Lors du "Snatch Game", Monsoon décide de se glisser dans la peau de Edith Bouvier Beale, mannequin et personnalité mondaine connue pour son apparition dans le documentaire Grey Gardens,. Monsoon imite également l'ancienne participante de la saison 3 Mimi Imfurst lors de l'épisode intitulé "Lip Synch Extravanganza Eleganza". Monsoon interprète également durant la saison, aux côtés des autres participants, la chanson "Can I Get an Amen?", librement inspirée de "We Are the World". Les bénéfices sont reversés au Los Angeles Gay and Lesbian Center. Par ailleurs, Monsoon détient le record du plus de semaines consécutives (huit) passées dans le top de l'émission. Le 10 mai 2013, elle est couronnée gagnante de la cinquième saison de RuPaul's Drag Race, et remporte le titre de "America's Next Drag Superstar".
Le 13 avril 2022, Jinkx Monsoon est annoncée comme l'une des huit candidates de la septième saison de RuPaul's Drag Race All Stars. Le 29 juillet 2022, Jinkx Monsoon remporte cette saison RuPaul's Drag Race All Stars: All Winners (All Stars 7) et est couronnée "Queen of All Queens" en battant successivement Shea Couleé et Monét X Change durant l'épique "Lip Sync LaLaPaRuZa Smackdown". Durant cette saison, elle remporte un total de cinq "main challenges" et finit la compétition avec un gain de $232,500. Jinkx Monsoon est donc la première drag queen à remporter deux saisons de la franchise Drag Race.

## Personnage
Le personnage de Jinkx Monsoon tire son inspiration de la mère de Hoffer, ainsi que des comédiennes Lucille Ball, Maria Bamford, Deven Green, et Sarah Silverman. Le nom Monsoon vient du personnage de Edina Monsoon dans la sitcom britannique Absolutely Fabulous. Hoffer se produit également sous le nom de drag queen de Deirde A. Irwin, un médium originaire du Sud des États-Unis.

## Discographie

### Albums
| "Titre               | " Détails                                                                               |
| -------------------- | --------------------------------------------------------------------------------------- |
| The Inevitable Album | - Date de sortie : 6 mai 2014 - Label : Sidecar Records - Formats : CD, téléchargement  |
| ReAnimated           | - Date de sortie : 13 octobre 2015 - Label : Sidecar Records - Formats : Téléchargement |

### Singles
| Chanson                                                                                   | Année | Album                |
| ----------------------------------------------------------------------------------------- | ----- | -------------------- |
| "Can I Get an Amen?" (RuPaul en duo avec le casting de la saison 5 de RuPaul's Drag Race) | 2013  | Singles              |
| "Schizophrenic" (Two Dudes In Love en duo avec Jinkx Monsoon)                             | 2013  | Singles              |
| "Bring It" (Manila Luzon en duo avec Jinkx Monsoon)                                       | 2013  | Singles              |
| "Coffee & Wine"                                                                           | 2014  | The Inevitable Album |
| "The Bacon Shake" (en duo avec Fred Schneider)                                            | 2014  | The Inevitable Album |
| "Creep"                                                                                   | 2014  | The Inevitable Album |
| "Hold On JMX (GlitterMix)" (en duo avec Jean Morisoon)                                    | 2015  | ReAnimated           |

### Clips
| Chanson                    | Année | Réalisateur  |
| -------------------------- | ----- | ------------ |
| "Jinkxalicious"            | 2011  | Alex Berry   |
| "Coffee & Wine"            | 2014  | Alex Berry   |
| "The Bacon Shake"          | 2014  | Steve Willis |
| "Creep"                    | 2014  | Steve Willis |
| "Hold On JMX (GlitterMix)" | 2015  | Steve Willis |

## Filmographie

### Séries
| Année | Titre      | Rôle    |
| ----- | ---------- | ------- |
| 2024  | Doctor Who | Maestro |

### Films
| Année | Titre                         | Rôle            |
| ----- | ----------------------------- | --------------- |
| 2011  | Waxie Moon in Fallen Jewel    | Elle-même/Davey |
| 2013  | East of Adin                  | Anthony Johnson |
| 2014  | Drag Becomes Him              | Elle-même       |
| 2020  | Ma belle-famille, Noël et moi | Em K. Ultra     |

### Télévision
| Année | Titre                         | Rôle            | Notes                                                     |
| ----- | ----------------------------- | --------------- | --------------------------------------------------------- |
| 2013  | RuPaul's Drag Race            | Elle-même       | RuPaul's Drag Race (saison 5) - Gagnante                  |
| 2013  | RuPaul's Drag Race: Untucked  | Elle-même       |                                                           |
| 2013  | NewNowNext Awards             | Elle-même       |                                                           |
| 2014  | Blue Bloods                   | Tallulah/Dennis | Épisode: "Blue Bloods (saison 4) : Manhattan Queens"      |
| 2018  | Steven Universe               | Emerald         | Épisode: "Steven Universe (saison 5) : Lars of the Stars" |
| 2022  | RuPaul's Drag Race: All Stars | Elle-même       | RuPaul's Drag Race: All Stars (saison 7) - Gagnante       |
| 2024  | Doctor Who                    | Maestro         | L'Accord du Diable (saison 1 épisode 2)                   |

### Web-séries
| Année | Titre            | Rôle      |
| ----- | ---------------- | --------- |
| 2010  | Monsoon Season   | Elle-même |
| 2011  | Drag Becomes Him | Elle-même |
| 2013  | 31 Days of Jinkx | Elle-même |

## Théâtre
| Année | Titre                     | Rôle                  | Théâtre                   |
| ----- | ------------------------- | --------------------- | ------------------------- |
| 2010  | Red Ranger Came Calling   | Red Ranger            | Book-It Repertory Theatre |
| 2010  | Henry V                   | Alice                 | Center House Theatre      |
| 2011  | Turning Parlor Tricks     | Deirdre A. Irwin      | Theatre Off Jackson       |
| 2011  | The Threepenny Opera      | Filch                 | Intiman Playhouse         |
| 2012  | Rent                      | Angel Dumott Schunard | 5th Avenue Theatre        |
| 2012  | L'Éveil du printemps      | Moritz                | Balagan Theatre           |
| 2013  | Hedwig and the Angry Inch | Hedwig                | Moore Theatre             |
| 2013  | Hairspray                 | Velma Von Tussle      | 5th Avenue Theatre        |